# Las Flores (Salto)
Las Flores es una localidad uruguaya del departamento de Salto, municipio de Colonia Lavalleja.

## Ubicación
La localidad se encuentra situada en la zona norte del departamento de Salto, al sur del río Arapey Chico. A ella se accede desde el km 112 de la ruta 4, de la cual dista 14 km. Las localidades más próximas son Migliaro (6 km) y Lluveras (7 km).

## Población
Según el censo de 2011 la localidad contaba con una población de 124 habitantes.
| --            | -- | 124 |
| (Fuente: INE) |    |     |